# Platyscapa quadraticeps
Platyscapa quadraticeps är en stekelart som först beskrevs av Mayr 1885.  Platyscapa quadraticeps ingår i släktet Platyscapa och familjen fikonsteklar. Inga underarter finns listade i Catalogue of Life.